# Myonia aurantica
Myonia aurantica är en fjärilsart som beskrevs av Druce 1885. Myonia aurantica ingår i släktet Myonia och familjen tandspinnare. Inga underarter finns listade i Catalogue of Life.